# Másodlagos szóbeliség
A másodlagos szóbeliség (angolul: secondary orality) technikai eszköz közbeiktatásával folyó párbeszéd. Ennek első, kezdetleges formái a telefon, fonográf, gramofon, patefon (újfajta gramofon), majd szalagos és kazettás magnetofon, illetve a műsorszórás vonalán a telefonhírmondó, a rádió, a televízió, később ezek digitális változatai, a mobilkommunikáció, valamint a számítógépes kommunikáció beszélt nyelvi formái (meghangosított beszéd, beszédszintetizálás, például a telefonos ügyfélszolgálatok, a pályaudvari digitális hangosbeszélő – digiton) voltak. A másodlagos szóbeliség lehet teljesen élőnyelvi, például telefonos beszélgetés, de lehet írásbeli (vagy digitálisan rögzített) szöveg felolvasása, vissza- vagy újramondása is. A másodlagos szóbeliség során az alkalmazott technikai eszköz befolyásolja a közlési lehetőséget.

## A másodlagos szóbeliség fogalma
Walter J. Ong a telefon, a rádió, a televízió nyomán módosuló szóbeliséget nevezi másodlagos szóbeliségnek, s ez a meghatározás került később köztudatba és kezdték aktívan használni. Ez az új típusú szóbeliség óriási nyelvi változásokat eredményez; elsősorban a nyelv szupraszegmentális elemeinek a tekintetében érvényre jutnak azok a konzerváló és egységesítő hatások, amelyek a szegmentális elemek vonatkozásában már az írás elterjedésének következtében érvényre jutottak. Ong elmélete szerint a könyvnyomtatás, azaz az írás kultúráját a másodlagos szóbeliség nem felváltja, hanem kiegészíti, teljesebbé teszi. „Az új szóbeliség feltűnő hasonlóságot mutat a régivel: részvételi misztikájában, a közösségi érzés fokozásában, a jelen pillanatra történő összpontosításában, még az állandó fordulatok használatában is [...] de lényegét tekintve akartabb és tudatosabb szóbeliség, mely állandó jelleggel az írás és nyomtatás használatára alapozódik.”
Eric Havelock hasonlóan látja a másodlagos szóbeliség és az írásbeliség kapcsolatát: „A modern médiumok, amelyek használata nem előfeltételezi az írni tudást, az írásbeli társadalom eszközkészletének kiegészítői, és semmiképpen sem helyettesítői abban az értelemben, amelyben Platón Homérosz helyébe lép.”

## A másodlagos szóbeliség helye a kommunikációs korszakok között
Walter J. Ong terminológiájában az alábbi három korszakot különbözteti meg: az elsődleges szóbeliséget (primary orality) az írás megjelenése előtti kort, az írásbeliséget (literacy), mely a könyvnyomtatás megjelenésétől vette kezdetét, egyeduralma a 20. század derekáig – az elektronikus médiumok megjelenéséig tartott. A harmadik fázison a másodlagos szóbeliség (secondary orality) korszakát érti, amelyben a hangrögzítés és hangátvitel kialakulása révén újra szerephez jut a szóbeliség. 
A másodlagos szóbeliség korszakában a hangtechnika feltalálásától (telefon, fonográf, rádió, magnetofon) kezdve térben és időben is jelentősen kiterjedtek a szóbeli kommunikáció lehetőségei. A másodlagos szóbeliség a televízió széles körű elterjedése után már lényegében a képbeliség korszakát vetíti előre. Ezt a korszakfelosztást véve alapul, az internet elterjedésével megjelent új médiumon, az interaktív fórumokon és chatszobákban zajló kommunikáció korszakán a másodlagos írásbeliség korát értjük.

## Walter J. Ong és a másodlagos szóbeliség
1982-ben Walter Jackson Ong megjelentette az Orality and Literacy (Szóbeliség és írásbeliség) című kommunikációelméleti művét. Ong elmélete az úgynevezett torontói iskola eredményein alapul, annak a szellemi áramlatnak, melyhez Harold Innis, Marshall McLuhan, Eric Havelock vagy Elizabeth Eisenstein neve is fűzhető. Ezekben a kutatókban az a közös, hogy a civilizáció folyamatát, a különböző korok társadalmainak különböző kommunikációs szokásaival foglalkoznak tudományos értelemben. Mindannyiójuk fő célja annak a fordulatnak a vizsgálata, amelyet az írás és később a nyomtatás elterjedése hozott a korabeli társadalmak kultúrájában. A szóbeliségben élő közösségek ennek a fordulatnak a hatására kezdtek újfajta módon gondolkodni önmagukról és az őket körülvevő világról: „Csak az írás létrejöttével válik lehetségessé a mondottnak tartós rögzítése s különböző szövegek összehasonlítása. Így áll elő a kognitív szubjektum ama távolsága saját mentális tartalmaitól, ama szellemi tér, melyben fogalmiság és reflexió először kibontakozhatnak. Kialakul az ellentmondás és a koherencia eszméje, formát ölt a kritikai-racionális gondolkodás. Csak az írásbeliség megjelenésével válik el egymástól legenda és tény, mítosz és tudás.”
Ma, a 21. század elején az elektronika térnyerésével ennek az imént felvázolt folyamatnak a részletes megfordulása zajlik éppen. Tagadhatatlan, hogy az írásbeliségről a telefon, rádió, televízió és más elektronikus technológiák által hordozott új szóbeliségre való áttérése nap mint nap jelen van az emberek hétköznapjaiban. Walter J. Ong ezt az új szóbeliséget nevezte könyvében másodlagos szóbeliségnek. A másodlagos elnevezés onnan ered, hogy ez a szóbeliség már állandó jelleggel írott és nyomtatott szövegekre támaszkodik, rájuk hivatkozik, és belőlük merít. Ennek a kettősségnek a fokozottan erős jelenléte tapasztalható a kommunikációs technológia legújabb médiumán, az interneten.
A korábban uralkodó nyomtatott könyvek vizuális dominanciája egyre inkább megtörni látszik az elektronikus tömegkommunikációs eszközök térnyerésének hála; napjainkban egyre nagyobb jelentőségre tesznek szert a hangot adó, elektronikus médiumok. Az információk hatalmas hányadához most már nem a nyomtatott, hanem a beszélt szövegekből juthatunk hozzá. Az új, másodlagos szóbeliség feltűnő hasonlóságokat mutat elődjével, például a részvételi misztikájában, a közösségi érzés fokozásában, a jelen pillanatra történő összpontosításába. Azonban a szóbeliséghez képest ez akartabb és tudatosabb jellegű szóbeliség, amely inkább az írás és nyomtatás használatára alapozódik.

## A másodlagos szóbeliség létrejötte
Évezredekkel korábban írást a beszéd rögzítésének az igénye hívta életre. Ám ez a rögzítési forma csak tökéletlenül sikerült. Mivel a nyelv szimbolikus hangjelrendszerére egy szimbolikus grafikus rendszert (írott betűk, melyek a hangokat jelölik) építettek rá, az ember összehasonlíthatatlanul többet nyert, mint amennyit veszített, ugyanakkor eredeti vágyát, a hangzó beszéd komplex, multimediális megragadását nem tudta elérni.
Ez az igény az emberek részéről folyamatosan jelen volt a különböző társadalmak gondolkodásban, s amikor akárcsak részleges megvalósítására is létrejöttek a technikai lehetőségek, éltek ezekkel a lehetőségekkel. Leonard Bloomfield felismerte az ezekben az eszközökben rejlő perspektívákat: „... az is bekövetkezhet, hogy a beszéd reprodukálásának mechanikus eszközei ki fogják szorítani az írás és nyomtatás jelenlegi szokását”. A beszéd természetes formájában való megragadására irányuló törekvéseket azok az eredmények is erősen befolyásolták, amelyeket az írással és a hozzá kapcsolódó technológiákkal kapcsolatban már sikerült elérni. Ennek a következménye lehet az is, hogy (a telefon kivételével) az új eszközök az íráshoz hasonlóan nem interaktívak.
Melyek voltak ezek az eszközök? A rögzítés, az ismételt előhívhatóság, a továbbítás és a sokszorosítás (ez utóbbi a nyomtatás révén). A leírt szöveg a hordozó eszköz tulajdonságaitól függően elég hosszú ideig megmaradhatott: akárhányszor el lehetett olvasni és emellett könnyű volt továbbítani. Összességében, a nyomtatásnak köszönhetően elvileg korlátlan példányszámban lehetett sokszorosítani.
A másodlagos szóbeliség kibontakozásához majdnem egy teljes évszázadra volt szükség, s fejlődés folyamata maga is fokozatosan ment végbe, az egyes technikai eszközök létrejöttének és elterjedésének a függvényében.